# Старая Рудня (Новозыбковский район)
Старая Рудня — деревня в Новозыбковском городском округе Брянской области.

## География
Находится в западной части Брянской области на расстоянии приблизительно 10 км на север-северо-запад по прямой от районного центра города Новозыбков.

## История
Известна с XVIII века. В 1859 году здесь (деревня Сурожского уезда Черниговской губернии) было учтено 35 дворов), в 1892-87. До 2019 года входила в состав Халеевичского сельского поселения Новозыбковского района до их упразднения.

## Население
Численность населения: 301 человек (1859), 419 (1892), 133 человека в 2002 году (русские 99 %), 86 в 2010.